# Albizia niopoides
Albizia niopoides är en ärtväxtart som först beskrevs av George Bentham, och fick sitt nu gällande namn av Arturo Erhardo Erardo Burkart. Albizia niopoides ingår i släktet Albizia och familjen ärtväxter.

## Underarter
Arten delas in i följande underarter:
- A. n. colombiana
- A. n. niopoides